# Typhlodaphne
Typhlodaphne é um gênero de gastrópodes pertencente a família Borsoniidae.

## Espécies
- Typhlodaphne corpulenta (Watson, 1881)[2]
- Typhlodaphne filostriata (Strebel, 1905)[3]
- Typhlodaphne paratenoceras (Powell, 1951)
- Typhlodaphne payeni (Rochebrune & Mabille, 1885)[4]
- Typhlodaphne platamodes (Watson, 1881)[5]
- Typhlodaphne purissima (Strebel, 1908)[6]
- Typhlodaphne strebeli Powell, 1951[7]

Espécies trazidas para a sinonímia
- Typhlodaphne innocentia Dell, 1990: sinônimo de Pleurotomella innocentia (Dell, 1990) (combinação original)
- Typhlodaphne nipri Numanami, 1996: sinônimo de Pleurotomella nipri (Numanami, 1996) (combinação original)
- Typhlodaphne translucida (Watson, 1881):[8] sinônimo de Xanthodaphne translucida (Watson, 1881)